# Antiformalistischer Rajok
Antiformalistischer Rajok (russisch Антиформалистический раёк Antiformalistitscheski rajok) ist eine Kantate von Dmitri Schostakowitsch für vier Bassstimmen, gemischten Chor und Klavier. Der Entstehungszeitraum des Werks reicht von 1948 bis in die späten 1960er-Jahre. In der Vokalkomposition wird gegenüber der sowjetischen Kulturpolitik dieser Zeit offen Kritik geübt. Der Komponist bedient sich dabei des Mittels der Satire. Schostakowitsch stellte das Werk ausschließlich seinem engsten Bekanntenkreis vor und hielt es zeitlebens vor der Öffentlichkeit zurück. 14 Jahre nach dem Tod des Komponisten wurde die Kantate im September 1989 offiziell uraufgeführt.

## Hintergründe
Im Januar 1948 fand in Moskau der 1. Kongress der Musiker am Zentralkomitee der Allunionskommunistischen Partei statt. Im Rahmen dieser viertägigen Konferenz wurde führenden sowjetischen Komponisten – allen voran Schostakowitsch – vorgeworfen, dass der Großteil ihrer Musik ideologische Verfehlungen aufweise. Der Begriff Formalismus wurde dabei gezielt als Parole verwendet, um auf die vermeintlich negative Entwicklung der sowjetischen Musik hinzuweisen, die nicht im Sinne der Kommunistischen Partei war. Andrei Schdanow leitete als Initiator dieses Kongresses eine Antiformalismus-Kampagne ein, die auf Schostakowitsch große Auswirkungen hatte. Beispielsweise durften die Werke des Komponisten bis auf wenige Ausnahmen in der Sowjetunion nicht mehr aufgeführt werden. In diesem zeitlichen Umfeld begann Schostakowitsch im Mai 1948 mit der Komposition seiner satirischen Kantate Antiformalistischer Rajok. In dem Werk rechnet Schostakowitsch mit dem stalinistischen Machtapparat ab, indem er sowohl Stalin als auch Schdanow darin musikalisch karikiert. Aufgrund des politisch motivierten Sujets behielt Schostakowitsch das parodistische Werk in der Schublade. Er präsentierte es nur im Familien- und engen Freundeskreis in Privataufführungen. Wenngleich in der Tauwetter-Periode unter Nikita Chruschtschow und der damit verbundenen Entstalinisierung die Werke Schostakowitschs wieder zur Aufführung gebracht werden konnten, war die Zeit noch nicht reif für die Veröffentlichung des Rajok. Im Zusammenhang mit dem 2. Kongress des sowjetischen Komponistenverbands im Jahr 1957 überarbeitete Schostakowitsch die Kantate, wodurch das Werk um einen neuen Werkteil erweitert wurde. Anfang der 1960er-Jahre verfolgte Schostakowitsch zunehmend den Plan das Werk zu veröffentlichen. Nachdem die Uraufführung seiner 13. Sinfonie (1962) großes Missfallen bei den Führungspersönlichkeiten der Kommunistischen Partei ausgelöst hatte, gab er seine Bemühungen auf, die satirische Vokalkomposition der Öffentlichkeit vorzustellen. Zwischen 1965 und 1968 entwarf Schostakowitsch schließlich das endgültige Finale des Werks. Die Kantate wurde zu Lebzeiten des Komponisten nicht mehr aufgeführt. Am 12. Januar 1989 erfolgte in Washington unter der Leitung von Mstislaw Rostropowitsch die Welterstaufführung des Werks.

## Musik
Schostakowitsch bedient sich in seinem Vokalwerk populärer russischer Volkslieder, wie zum Beispiel Kalinka und Kamarinskaja. Mit einer Paraphrase über das georgische Lied Suliko wird unmissverständlich auf Stalin verwiesen, da es sich um dessen Lieblingslied handelte. Die Musik enthält außerdem Zitate aus Tichon Chrennikows Filmmusik Wahre Freunde wie auch aus Robert Planquettes Operette Les Cloches de Corneville. In der Operette Moskau-Tscherjomuschki, die Schostakowitsch in den Jahren 1957 und 1958 komponierte, können ebenso musikalische Bezüge zur Kantate festgestellt werden. Selbst das auf deutsche Notennamen basierende Monogramm des Komponisten (D-S-C-H), mit dem beispielsweise Schostakowitsch sein 8. Streichquartett eröffnet, ist in dem Werk in transponierter Form zu finden.

## BegriffRajok
Der Begriff Rajok bezeichnet die im 19. Jahrhundert auf Jahrmärkten populären Guckkästen, für die sich in Russland der Name Rajok herausbildete, da vor allem biblische Szenen gezeigt wurden (wenn auch gelegentlich mit derben Untertönen). Rajok ist ein Diminutiv von raj (Paradies), bedeutet also kleines Paradies oder Paradieschen. Der Titel kann somit als Wortspiel zwischen "Antiformalistischem Guckkasten" und "Antiformalistischem (kleinen) Paradies" verstanden werden.